# Das As der Asse
Das As der Asse (Originaltitel: L’As des as) ist ein französisch-deutscher Spielfilm aus dem Jahr 1982. Regie führte Gérard Oury.

## Handlung
Während des Ersten Weltkriegs stürzen bei einem Luftkampf zwischen dem Franzosen Jo Cavalier und dem Deutschen Gunther von Beckman beide Fliegeroffiziere ab. Nachdem sie über die Frage, wer wen abgeschossen hat, eine Schlägerei beginnen, werden beide schließlich Freunde. In den deutschen Stellungen versuchte während des Luftkampfs der jüdische Oberleutnant Rosenblum, ein geordnetes Flugabwehrfeuer zu organisieren, steht dabei aber aufgrund der Unfähigkeit seines Untergebenen, des Kriegsfreiwilligen Hitler, buchstäblich in Unterhosen da. Die Zurechtweisung dafür weckt bzw. bestärkt Hitlers Antisemitismus.
Zwanzig Jahre später ist Cavalier Trainer der französischen Nationalmannschaft im Boxen und von Beckman General der deutschen Luftwaffe. Als Cavalier mit seiner Equipe zu den Olympischen Sommerspielen nach Berlin reist, wird er dort mit der Unmenschlichkeit des Regimes konfrontiert: Die Nazis verwüsten den Laden des Buchhändlers Rosenblum und verfolgen ihn samt seiner Familie. Zwischen Cavalier, der ein solches Treiben nicht akzeptieren kann, und Rosenblums Enkel Simon entwickelt sich eine Freundschaft. Trotz seiner Funktion als Nationaltrainer nimmt sich Cavalier der Rosenblums an und hilft ihnen mit Unterstützung seines Freundes von Beckman bei der Flucht nach Österreich. Durch einen Zufall gelangen sie jedoch nicht zur Grenze, sondern zur Residenz Hitlers in Obersalzberg, wo es zur Begegnung mit dem Führer und seiner Schwester Angela kommt.

## Synchronisation
Im Film werden die Rollen der Deutschen von deutschen Schauspielern gespielt, die in der französischen Originalversion, wenn sie sich untereinander unterhalten, deutsch sprechen. Auffällig ist, dass, während die Figur Hitler in der französischen Fassung ernsthafte Sätze spricht, er in der deutschen Synchronisation Albernheiten von sich gibt.

## Kritik
Das Lexikon des internationalen Films beschreibt den Film als „[s]treckenweise recht unterhaltsame Mischung aus Action und Gags, die allerdings bei dem Versuch einer Hitlerkarikatur mit Doppelrolle arg ins Rutschen gerät.“

Prisma befand: „Regisseur Gérard Oury […] gelang eine unterhaltsame Mischung aus Komödie, Action und Historiendrama. Kein Wunder, dass bei dem Hintergrund "Nazi-Deutschland" die Gags nicht immer treffsicher sind. Trotzdem ist dies ein kurzweiliger Spaß.“